# Финлэй, Мервин
Мервин Дэвид «Мерв» Финлэй (англ. Mervyn David "Merv" Finlay, 17 июня 1925, Балмейн, Новый Южный Уэльс, Австралия — 2 июля 2014) — австралийский гребец, бронзовый призёр летних Олимпийских игр в Хельсинки (1952).

## Карьера
Во время Второй мировой войны был офицером Королевских военно-воздушных сил Австралии.
В 1948 г. победил на чемпионате штата Новый Южный Уэльс на дистанции 880 ярдов. Основные достижения его спортивной карьеры были связаны с сиднейским гребным клубом Leichhardt Rowing Club, капитаном которого он стал в 1952 г. В 1950—1952 гг. участвовал а составе сборной штата а соревнования на Королевский кубок, становился победителем в 1950 и 1961 гг., что дало право команде Нового Южного Уэльса представлять страну на Олимпийских играх.
На летней Олимпиаде в Хельсинки (1952) в составе австралийской «восьмерки» завоевал бронзовую медаль в соревнованиях по академической гребле.
В 1952 г. был принят в коллегию адвокатов и имел практику в Новом Южном Уэльсе. В 1984—1994 гг. являлся судьей Верховного суда штата. В 2007 г. занял пост инспектора(помощника комиссара) объединенной комиссии Нового Южного Уэльса.